# Maki de Mayotte
 (novembre 2018).
Si vous disposez d'ouvrages ou d'articles de référence ou si vous connaissez des sites web de qualité traitant du thème abordé ici, merci de compléter l'article en donnant les références utiles à sa vérifiabilité et en les liant à la section « Notes et références ».
Lémur à front blanc
Sous-espèce
Le Maki de Mayotte, appelé aussi Ankoumba en kibouchi (malgache de Mayotte) ou Comba en shimaoré et comorien, est un primate lémuriforme considéré comme une variété du Lémur fauve (Eulemur fulvus) de Madagascar, ou comme l'une de ses sous-espèces (Eulemur fulvus mayottensis - Schlegel, 1866). Il vit sur l'île de Mayotte  et dans les autres iles de l'archipel des Comores, où il aurait été introduit depuis Madagascar.

## Caractéristiques et mode de vie

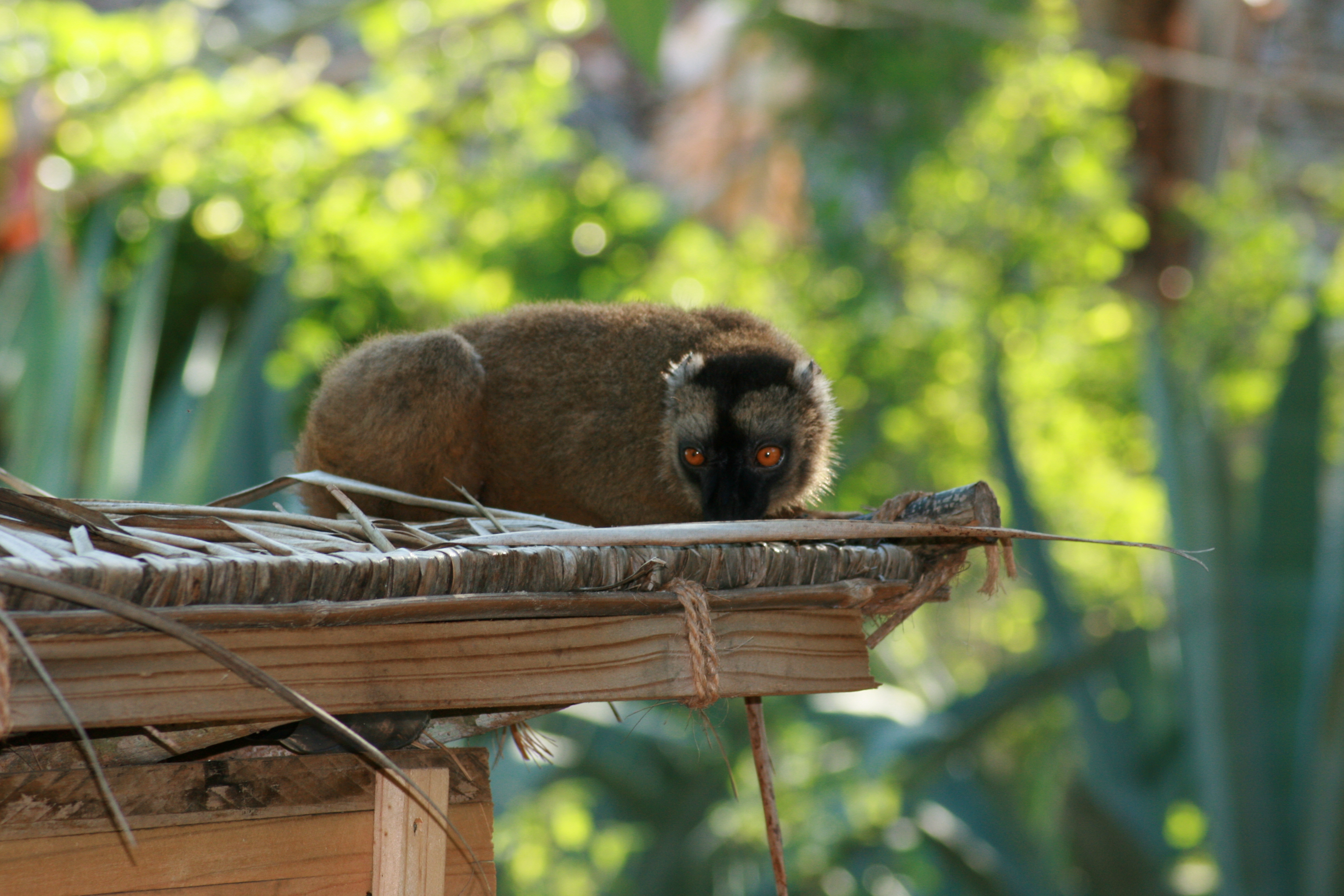
Maki de Mayotte, avec ses yeux orange.

### Description
C'est en 1866 que Schlegel en parle pour la première fois. Les premiers exemplaires ont été collectés par Pollen et Vandamen en 1864 dans la baie de Jougoni. La sous-espèce Eulemur fulvus mayottensis n'existe qu'à Mayotte, mais l'espèce principale Eulemur fulvus est malgache.
On le reconnaît à son visage noir orné de deux grands yeux au regard orange doré, son museau allongé de lévrier terminé par une truffe noire, et son pelage très doux, variant du beige au roux, particulièrement touffu au niveau de la queue. Les zones sourcilières sont claires, et certains individus développent un collier de longs poils blancs formant des favoris. Il mesure une cinquantaine de centimètres (plus une queue de 60 cm), et pèse de deux à trois kilogrammes.
Ses longs pieds au pouce opposable portent des ongles, à l'exception d'une longue griffe courbe à l'index. 

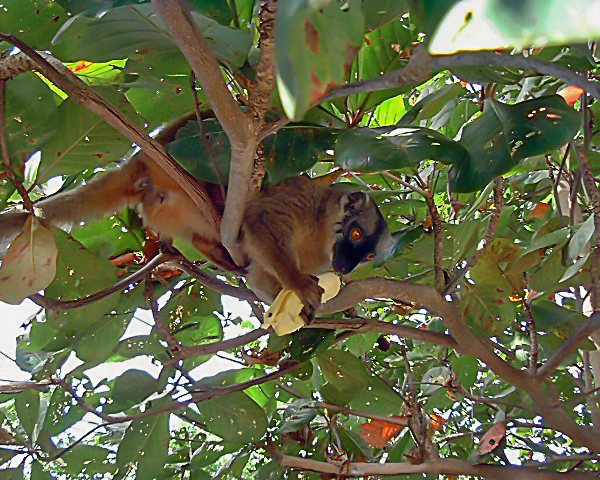
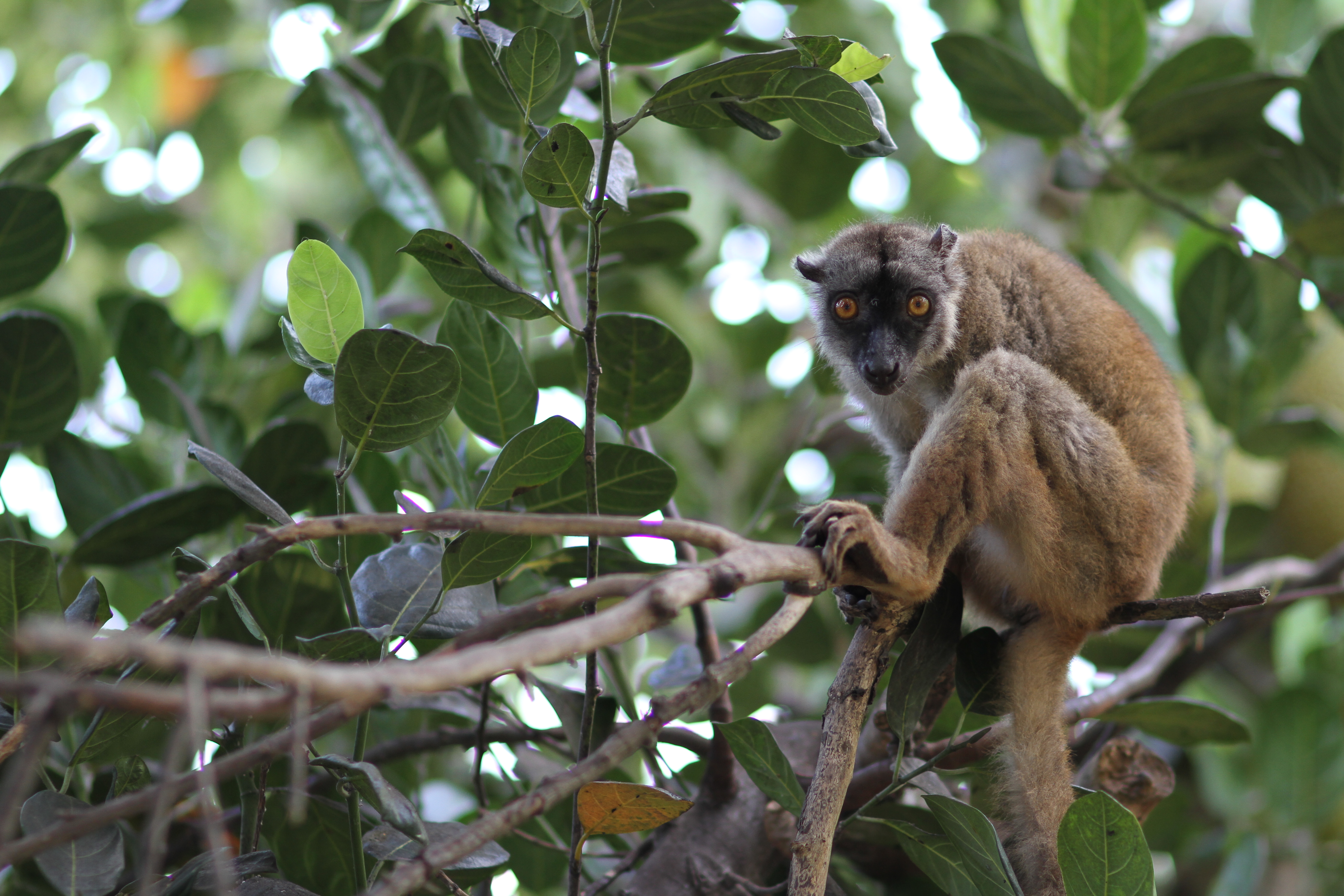
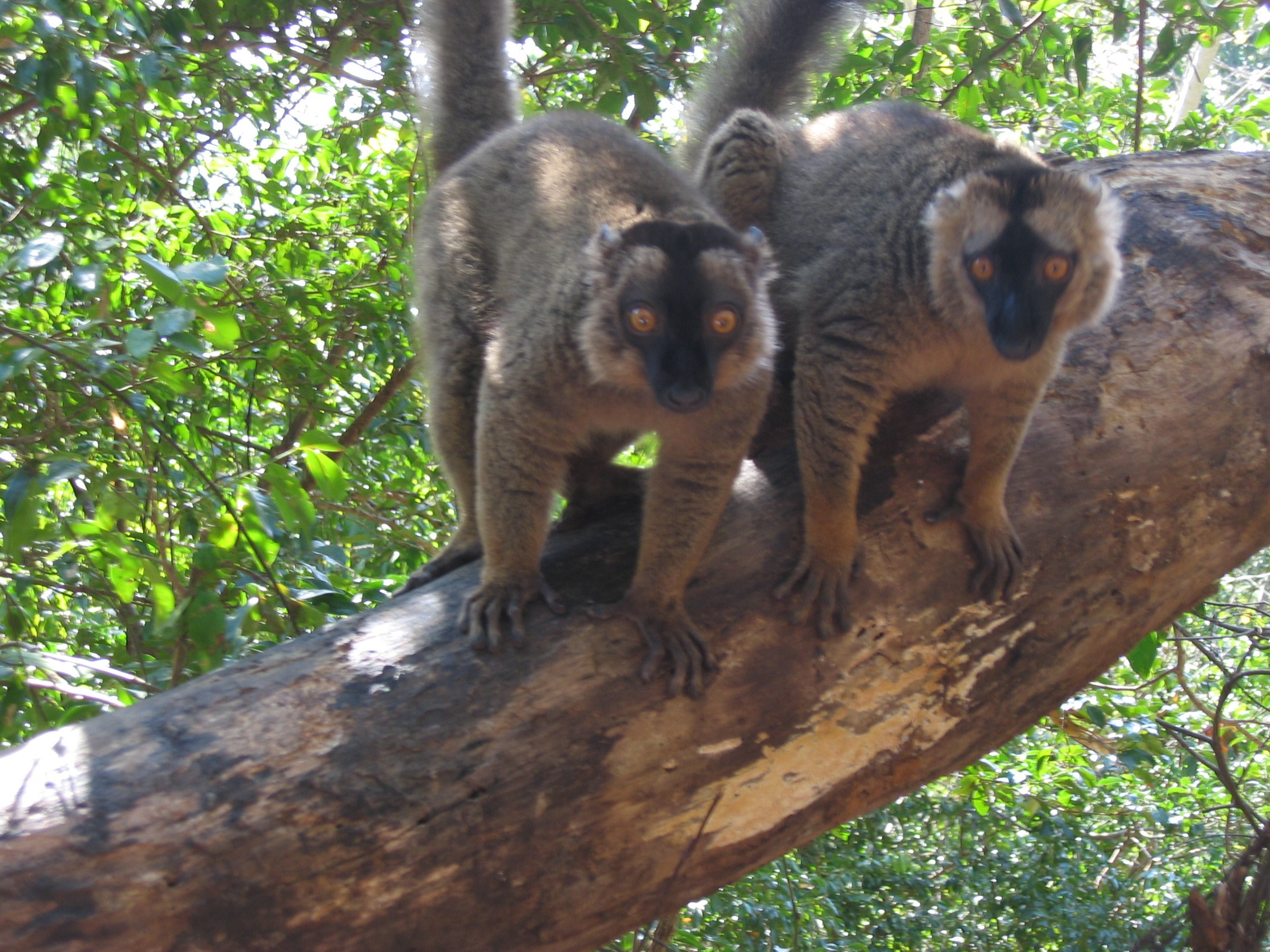
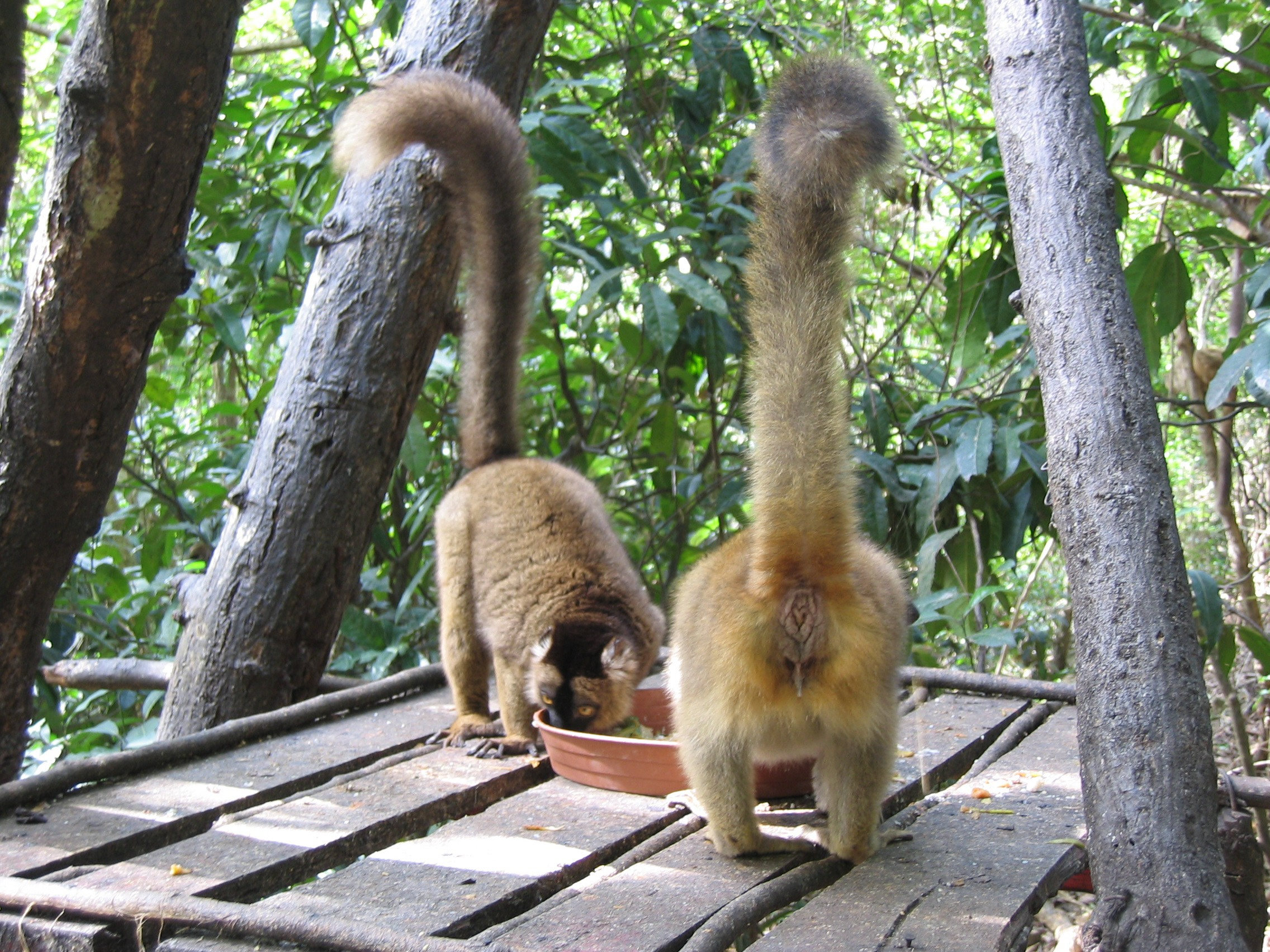

### Alimentation
Il se nourrit de fruits pendant la bonne saison, et sinon de feuilles et de fleurs, avec une tendance omnivore, se complémentant de petits lézards et d'œufs d'oiseaux, mais sa nourriture essentielle reste composée de fruits mûrs comme les bananes, les papayes, les mangues, les jaques et baies diverses, ce qui explique l'animosité de certains agriculteurs à son égard.
Pendant la saison sèche, le manque de fruits le pousse à descendre dans les habitations pour chercher de la nourriture (parfois dans les poubelles) et ne craint pas de passer sur les fils électrique pour s'approcher. On peut le voir au milieu des villes comme Kawéni. Avec ses mains qui ressemblent à des mains humaines, il est capable d'éplucher certains fruits comme la banane.

### Mode de vie
Doté d'un sens extraordinaire de l'équilibre, grâce à sa longue queue, il saute d'arbre en arbre, avec des bonds prodigieux de plusieurs mètres. Il passe la majorité de son temps dans les arbres et ne descend que pour boire de l'eau ou pour chercher un morceau de fruit tombé à terre.
Il vit en groupe composé de quatre à une dizaine d'individus. Il est actif de nuit comme de jour. Il communique par différents cris (plus de 10), mais essentiellement par des grognements proches de ceux des cochons. Sa vie sociale est très structurée et comparable à la nôtre par bien des aspects[réf. nécessaire]. Il « enterre » ses morts (ou tout au moins les recouvre de terre ou de feuilles)[réf. nécessaire].

## Relation avec les humains
Sa sociabilité et son absence d'agressivité naturelle (d'où sa vulnérabilité) en font un animal qu'il est tentant (mais difficile) d'apprivoiser.
Malgré leur caractère sauvage, ils peuvent s'habituer très facilement aux humains notamment quand ces derniers les nourrissent à la main : cela est cependant déconseillé, car il existe un risque de déséquilibre alimentaire et surtout de « clochardisation » de ces animaux, qui délaisseraient les forêts pour aller mendier en ville. Par ailleurs, ils digèrent très mal certains aliments humains, notamment les gâteaux. 

## Mesures de protection
Le maki est devenu maintenant une espèce protégée, semble-t-il parce qu'il était chassé comme nourriture (il aurait été importé de Madagascar pour servir de gibier, comme le tangue). La capture de cet animal est devenue un délit passible d'amende et d'emprisonnement.

## Légende
Il est raconté dans la culture première des habitants de Mayotte (culte des ancêtres) que les makis auraient été à l'origine des êtres humains. On retrouve ce type de croyance dans de nombreuses cultures concernant les primates en général. 

## Étymologie du mot olombelo
En kibouchi (malgache de Mayotte), olono Velono signifie littéralement « quelqu'un de vivant » (c'est-à-dire un être humain).
La légende remonte à une époque où il fallait aller chercher l'eau aux puits ou dans les rivières. Elle raconte que pour économiser l'eau, une mère a utilisé de l'eau qui a servi pour laver du riz et nettoyer les fesses de son enfant en ignorant l'interdiction ancestrale qui rend le riz sacré et ne doit donc être souillé (même l'eau de lavage) aucunement. 
Souiller le riz de cette manière est un acte fady (interdit en kibouchi). 
Zanahary (ou Ndragnahary), Dieu en malgache, de colère transforme l'enfant et tous les habitants de son village en maki.
La légende de l'Îlot de Sable Blanc (situé au sud de Mayotte, proche de Saziley) rejoint cette croyance du sacrilège fait au riz sacré.

## Phylogénie au sein de l'ordre
Phylogénie des infra-ordres actuels de primates, d'après Perelman et al. (2011) :
|  | Simiiformes (singes)    |
|  |                         |
|  | Tarsiiformes (tarsiers) |
|  |                         |

|  | Lorisiformes (loris, galagos…)                                                          |
|  |                                                                                         |
|  | \| \| Chiromyiformes (l'aye-aye) \| \| \| \| \| \| Lemuriformes (lémuriens) \| \| \| \| |
|  |                                                                                         |
|  | Chiromyiformes (l'aye-aye)                                                              |
|  |                                                                                         |
|  | Lemuriformes (lémuriens)                                                                |
|  |                                                                                         |

|  | Chiromyiformes (l'aye-aye) |
|  |                            |
|  | Lemuriformes (lémuriens)   |
|  |                            |

|  | Simiiformes (singes)    |
|  |                         |
|  | Tarsiiformes (tarsiers) |
|  |                         |

|  | Lorisiformes (loris, galagos…)                                                          |
|  |                                                                                         |
|  | \| \| Chiromyiformes (l'aye-aye) \| \| \| \| \| \| Lemuriformes (lémuriens) \| \| \| \| |
|  |                                                                                         |
|  | Chiromyiformes (l'aye-aye)                                                              |
|  |                                                                                         |
|  | Lemuriformes (lémuriens)                                                                |
|  |                                                                                         |

|  | Chiromyiformes (l'aye-aye) |
|  |                            |
|  | Lemuriformes (lémuriens)   |
|  |                            |